# 前灘駅
前灘駅（チョンタンえき）は、朝鮮民主主義人民共和国咸鏡南道高原郡に位置する朝鮮民主主義人民共和国鉄道省江原線の駅である。

## 歴史
- 1916年9月21日：開業[1]。